# Santa Cueva de Covadonga
Sveta jama Matere Božje Covadonga (špansko Santa Cueva de Nuestra Señora de Covadonga) je katoliško svetišče v Asturiji na severu Španije. Gre za jamo v pogorju Picos de Europa, ki daje ime župniji Covadonga v občini Cangas de Onís. Ime se nanaša na svetišče, posvečeno Devici iz Covadonge, kjer je leta 718 potekala prva bitka španske rekonkviste.
Pomen Covadonga izvira iz Cova de onnica in pomeni jamski vodnjak. Pripona onnika, fuente (izvir), izhaja iz keltskega onna, reka, in na tem območju tvori številna imena krajev, kot so Isongo "izvir Is", Triongo "trije izviri", Candongo "beli izvir" itd.

## Opis in zgodovina
Izvor jame kot mesta kulta je sporen. Po mnenju nekaterih učenjakov je tradicionalna različica, ki izvira iz latinskega imena Cova Dominica ali "Jama Gospe" (ker je to kraj, posvečen kultu Device Covadonge), malo verjetna in bi dala v asturščini Covadomingi. Vendar pa je v kronološkem vrstnem redu kronik, ki se nanašajo na astursko monarhijo in njeno zgodovino, najstarejša kronika Albeldensea, nato pa kronika Alfonsa III. Od slednjih je prva Crónica Rotense, tako imenovana, ker so jo našli v stolnici San Vicente de Roda v Isábeni in je že kazala besede coba dominica, ki so se v poznem srednjem veku razvile v sedanje ime Covadonga mimo vmesnih stopenj covadomnice, covadónnice in covadónega.
Zdi se, da je bil prvotno drug kraj sotočja poganskega kulta (v tem primeru vodnjak in jama skupaj, ki sta vidna kot svetišče) in je bil v prazgodovini in še v času Rimskega cesarska zaseden. Krščansko izročilo pravi, da je Pelagij Asturski, ko je lovil zločinca, ki se je zatekel v jamo, srečal puščavnika, ki je častil Devico Marijo. Puščavnik je prosil Pelagija, naj odpusti kriminalcu, saj se je zločinec zatekel po zaščito k Devici in pravi, da bo nekega dne tudi on moral poiskati zavetje v jami.
Muslimanske kronike o bitki pri Covadongi pravijo, da so v to jamo Pelagijeve sile pobegnile in se hranile z medom čebel, ki so prebivale v razpokah skale. Krščanske kronike trdijo, da je bil pri zmagi ključen čudežni poseg Device Marije, ki je odbijala napade na jamo.
Prva gradnja v Sveti jami sega v čas vladavine Alfonza I. Asturskega, ki je v spomin na zmago Pelagija nad muslimani zgradil kapelico, posvečeno Devici Mariji, kar je povzročilo poimenovanje Naša gospa iz Covadonga (popularno znan kot La Santina). Poleg oltarja, posvečenega Devici, sta bila zgrajena še dva za svetega Janeza Krstnika in svetega Andreja. Alfonz je to cerkev predstavil benediktinskim menihom.
Jama je bila pokrita z lesom, leta 1777 pa je ogenj uničil srednjeveški kip Marije. Sedanja lesena podoba Device in otroka je iz 16. stoletja, svetišču pa jo je leta 1778 podarila stolnica v Oviedu.
Med državljansko vojno je podoba Device izginila in so jo leta 1939 našli na španskem veleposlaništvu v Franciji. Sedanja kapelica v romanskem slogu je delo Luisa Menéndeza-Pidala in Alvareza.

## Kraljevi panteon Covadonga
Svetišče Covadonga je bilo zelo pomembno za zgodnje (8. stoletje) krščansko kraljestvo Asturija. Člani kraljeve družine, pokopani v Pantéon Real de Covadonga, so bili naslednji:
- Pelagij Asturski (umrl 737). Prvi kralj Asturije in sin vojvode Favile.
- kraljica Gaudiosa, Pelagijeva žena.
- Sestra kralja Pelagija.
- Alfonz I. Asturski (693-757). Tretji kralj Asturije, sin Petra Kantabrijskega, vojvode Kantabrije.
- kraljica Ermesinda. Žena Alfonza I., hči kralja Pelagija in kraljice Gaudiose ter sestra Favila Asturskega.

Pelagij je umrl v Cangas de Onísu, kjer je imel dvor leta 737. Po njegovi smrti je bilo njegovo telo pokopano v cerkvi Santa Eulalia, ki je v asturskem mestu Abamia, kjer je bila prej pokopana tudi njegova žena. Kronist Ambrosio Morales je v svojem delu zapisal, da je Alfonz X. Modri, kralj Kastilije in Leona, ukazal, naj posmrtne ostanke Pelagija in njegove žene preselijo v Sveto jamo v Covadongi.